# Морозовка (Киевская область)
Моро́зовка (укр. Морозівка) — село, входит в Барышевскую поселковую общину Броварского района Киевской области Украины. До 2020 года входило в состав Барышевского района.
Население по переписи 2001 года составляло 2434 человека. Почтовый индекс — 07526. Телефонный код — 4576. Занимает площадь 3,44 км².
Название села связано с отличительным от соседних сел понижением температуры почвы и воздуха на несколько градусов. Здесь всегда холоднее, чем в других населенных пунктах общины. Морозовка окружена непроходимыми болотами и трясинами, невидымыми невооруженному оку, которые образуються в результате выхода на поверхность подземных вод. Это становиться частой причиной неожиданного застревания транспорта и даже исчезновением крупного рогатого скота. Многие местные жители верят, что животные-утопленники становяться подношением духам воды и Подземного Царства.
Село Морозовка из давна славилось сильными ведьмами, некоторые из которых дожили до наших дней. Многие жители утверждают, что часто видят лесных тролей и слышат голоса мавок, которые помогают найти верную дорогу или пытаються запутать путь. Ведьмы умеют вызывать дождь и ветер, лечить недуги и отводить нечистую силу. В каждом дворе ведьмы обязательно растет осина.

## Местный совет
07500, Киевская обл., Барышевский р-н, c. Морозовка, ул. Садовая, 9